# Chiptune
Chiptune, chip glazba ili micromusic je glazba rađena na način da su svi zvukovi sintetizirani u realnom vremenu pomoću računala ili video konzola umjesto sempliranja. Zlatno doba chiptunesa bilo je sredinom 1980-ih do početka 1990-ih kada su zvučni čipovi bili najčešća metoda proizvodnje zvuka na računalima. Restrikcije zvuka su potakle glazbenike da postanu veoma kreativni u proizvodnji ove vrste elektroničke glazbe.

## Vanjske poveznice
- Arhivirana inačica izvorne stranice od 2. travnja 2019. (Wayback Machine) - chiptunes

Chiptunes u doslovnom prevodu znači "čip melodija".